# Джошуа Барні
Джошуа Барні (англ. Joshua Barney; 6 липня 1759, Балтимор — 1  грудня 1818, Піттсбург) — офіцер Континентального флоту під час Війни за незалежність США. Пізніше він досяг рангу комодора ВМС США та брав участь у Війні 1812, під час якої героїчно, але без успіху намагався захистити від наступу британців Вашингтон

## Біографічні відомості та сім'я
Барні народився в Балтиморі.
Він вперше вийшов у море у 1771 році у віці 12 років. У 1775 році він служив помічником капітана (який був його зятем) на борту торгового судна, яке прямувало до Європи. Після смерті капітана він прийняв командування й успішно доправив судно до Ніцци.
Барні був двічі одружений і мав дітей від обох дружин. Він помер у Піттсбурзі, дорогою до Кентуккі, де планував проживати після відставки. Його вдова Гаррієт оселилася у Кентуккі з трьома дітьми.
Його онук Джозеф Ніколсон Барні був офіцером флоту США, а потім ВМС Конфедерації.

## Війна за незалежність США
Барні служив у континентальному флоті, починаючи з лютого 1776 року, як помічник власника Hornet, де брав участь у рейді комодора Есека Гопкінса на Нью-Провіденс. Пізніше він служив на борту Wasp і його підвищили до звання лейтенанта за хоробрість у бою між Wasp і британським бригом Betsey. Під час служби під проводом Ендрю Доріа він зайняв помітну роль у захисті річки Делавер.
Барні потрапив у полон і кілька разів його обмінювали. У 1779 році він знову потрапив у полон і його ув'язнили в Old Mill, Плімут, Англія, де він перебував до втечі у 1781 році. Про це він написав у «Спогадах Комодора Барні», опублікованих у Бостоні у 1832 році.

### Битва у затоці Делавер
У квітні 1782 року його поставили у команду Пенсільванського корабля Hyder Ally, на якому він захопив більш важко озброєний військовий корабель HMS General Monk у битві у Делаверській бухті. Йому передали командування трофейним кораблем (перейменованому на General Washington). На ньому Барні вирушив до Франції з кореспонденцією для Бенджаміна Франкліна. Він повернувся з новиною про укладення миру. Корабель також привіз групу австрійських натуралістів під керівництвом Франца Йозефа Меертера та Франца Бооса.
Барні був одним з перших членів Пенсильванського Ордену Цинцінната, а пізніше перейшов до його відділення у Меріленді.
Після Французької революції Барні приєднався до французького флоту, де став командиром ескадри.

## Служба у французькому флоті
Між 1796 і 1802 роками Джошуа Барні служив капітаном у французькому флоті. У період з 7 червня до 17 жовтня 1796 року він був капітаном французького фрегата Harmonie. Він відплив з Рошфора, щоб переправити зброю і боєприпаси на Кап-Франса. Потім він подорожував у Карибському басейні між Гаваною та Чесапікською затокою, повернувшись 17 жовтня на Кап-Франса.

## Війна 1812 року

### Флотилія Чесапікської затоки
На початку війни 1812 року, після успішного, але не надто прибуткового каперства як капітана шхуни Rossie, Барні вступив у ВМС США як капітан, і очолив Флотилію Чесапікської затоки — флотилію канонерських човнів, які захищали затоку Чесапік. Він є автором плану захисту Чесапіка, який передали секретарю ВМФ Вільяму Джонсу та прийняли 20 серпня 1813 року. План полягав у використанні флотилії з барж з низькою осадкою, кожна з яких мала велику гармату. Такі баржі використовувалася у великих кількостях для атаки британських сил, після чого вони могли уникнути удару у відповідь, відступивши на мілководдя, на які багатий Чесапікський регіон. 25 квітня 1814 року Барні отримав призначення капітаном у військово-морському флоті США. Через значну чисельну перевагу британського флоту флотилію заблокували і Барні був вимушений її знищити, аби вона не дісталася ворогу.

### Битва при Бладенбурзі
Під час битви під Бладенсбургом, Барні та 360 моряків і 120 морських піхотинців захищали Вашингтон. Боротьба доходила до рукопашної з абордажними щаблями та піками. Запекла битва тривала впродовж чотирьох годин, але англійці зрештою перемогли американців. Захисники були змушені відступити після того, як їх майже відрізали, і британці прорвалися до Вашингтону, де спалили Капітолій і Білий дім. Барні отримав важке поранення: кулю глибоко у стегно, яку так і не змогли вийняти.

## Цитати та посилання

### Цитати
1. 1 2  SNAC — 2010.
2. 1 2 3 4  Find a Grave — 1996.
3. 1 2 3 4 5 6  Joshua Barney (англійська) . Naval History and Heritage Command. Архів оригіналу за 29 травня 2019. Процитовано 16.09.2017.
4. 1 2 3 4 5  Len Barcousky (22.10.2012). Joshua Barney, naval hero in two wars for independence, will be honored in Pittsburgh. Pittsburgh Post-Gazette (англійська) . Архів оригіналу за 17 серпня 2017. Процитовано 22.10.2012.
5. ↑  Barney, Mary (1832). A Biographical Memoir of the Late Commodore Joshua Barney From Autographical Notes and Journals in Possession of His Family, and Other Authentic Sources (англійська) . Gray and Bowen.
6. ↑  General Monk was the captured Rhode Island privateer General Washington.
7. ↑  Founders Online: To Benjamin Franklin from Ignaz Edler von Born, 21 November 1783. founders.archives.gov (англ.). Архів оригіналу за 10 квітня 2019. Процитовано 11 червня 2019.
8. ↑  Hamilton, Alexander (1974). The Papers of Alexander Hamilton (англ.). Columbia University Press. ISBN 9780231089197. Архів оригіналу за 14 травня 2016. Процитовано 11 червня 2019.
9. ↑  Fonds Marine, p.178.
10. ↑  Fonds Marine, p.153.
11. ↑  Shomette, Donald (1982). Shipwrecks on the Chesapeake (англійська) . Centreville, Maryland: Tidewater Publishers. с. 87–93. ISBN 0-87033-283-X.
12. ↑  Battle of Bladensburg Historical Marker (англійська) . Архів оригіналу за 13 жовтня 2012.
13. ↑  Collum, Richard Strader (1890). History of the United States Marine Corps (англійська) . Philadelphia,: L.R. Hamersly & Co. с. 55—58. Архів оригіналу за 1 травня 2016. Процитовано 11 червня 2019.{{cite book}}:  Обслуговування CS1: Сторінки з посиланнями на джерела із зайвою пунктуацією (посилання)